# Hans van Vliet (presentator)
Hans van Vliet (Rotterdam, 1953 – Rotterdam, 15 november 2019) was een Nederlandse radio-dj en sportjournalist.

## Biografie
Van Vliet presenteerde 25 jaar voor de voorloper van RTV Rijnmond programma's als Zaterdag- en zondagmorgen van Hans van Vliet en De ruilbeurs. Hij verwierf bekendheid bij datzelfde radiostation als verslaggever van wedstrijden van Feyenoord. Zijn enthousiaste stijl maakte hem populair. Hij organiseerde in deze periode ook jaarlijkse marathonreizen naar New York.
In juni 2008 stopte Van Vliet met radiomaken. Zijn laatste radioverslag van een voetbalwedstrijd was de bekerfinale tussen Feyenoord en Roda JC Kerkrade op 27 april 2008. Hij verhuisde naar Bali om daar samen met zijn echtgenote te gaan wonen en een weeshuis te beginnen. Hans van Vliet overleed op 15 november 2019 aan de gevolgen van longkanker in het Sint Franciscus Gasthuis in Rotterdam.